# منتخب بنما تحت 20 سنة لكرة القدم
منتخب بنما تحت 20 سنة لكرة القدم (بالإسبانية: Selección de fútbol sub-20 de Panamá)‏ هو ممثل بنما الرسمي في المنافسات الدولية في كرة القدم في فئة كرة قدم تحت 20 سنة للرجال، يديريه اتحاد بنما لكرة القدم.